# Irradiância
Na radiometria, a irradiância é o fluxo radiante recebido por uma superfície pela unidade de área.

## Definições matemáticas
A irradiância de uma superfície, denotada Ee  ("E" para "energética", para evitar a confusão com quantidades fotométricas), é definida como
{\displaystyle E_{\mathrm {e} }={\frac {\partial \Phi _{\mathrm {e} }}{\partial A}},}
onde
- ∂ é o símbolo derivada parcial;
- Φe é o fluxo radiante recebido;
- A é a área.

Se quisermos falar sobre o fluxo radiante "emitido" por uma superfície, falamos de emitância radiante.